# Pedro (voornaam)
Pedro is een jongensnaam. Het is de Spaanse, Portugese en Galicische variant van de voornamen Peter en Pieter. De naam is afgeleid van de Latijnse naam Petrus, die teruggaat op het Griekse woord petros, dat rots betekent.
De patroniemen afgeleid van de voornaam "Pedro", met de betekenis "zoon van Pedro", zijn "Pérez" (Spaans), "Peres" (Portugees en Galicisch) en "Pires" (Portugees). "Pepito" is een verkleinvorm van Pedro.

## Bekende naamdragers

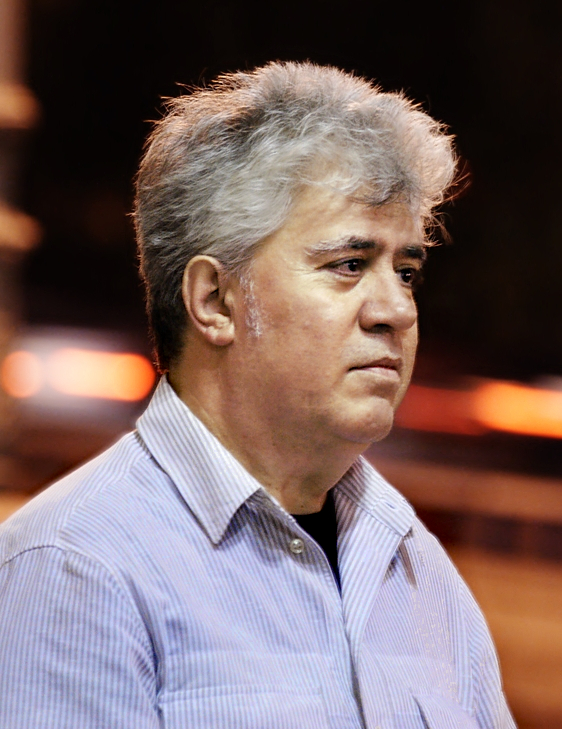
Pedro Almodóvar

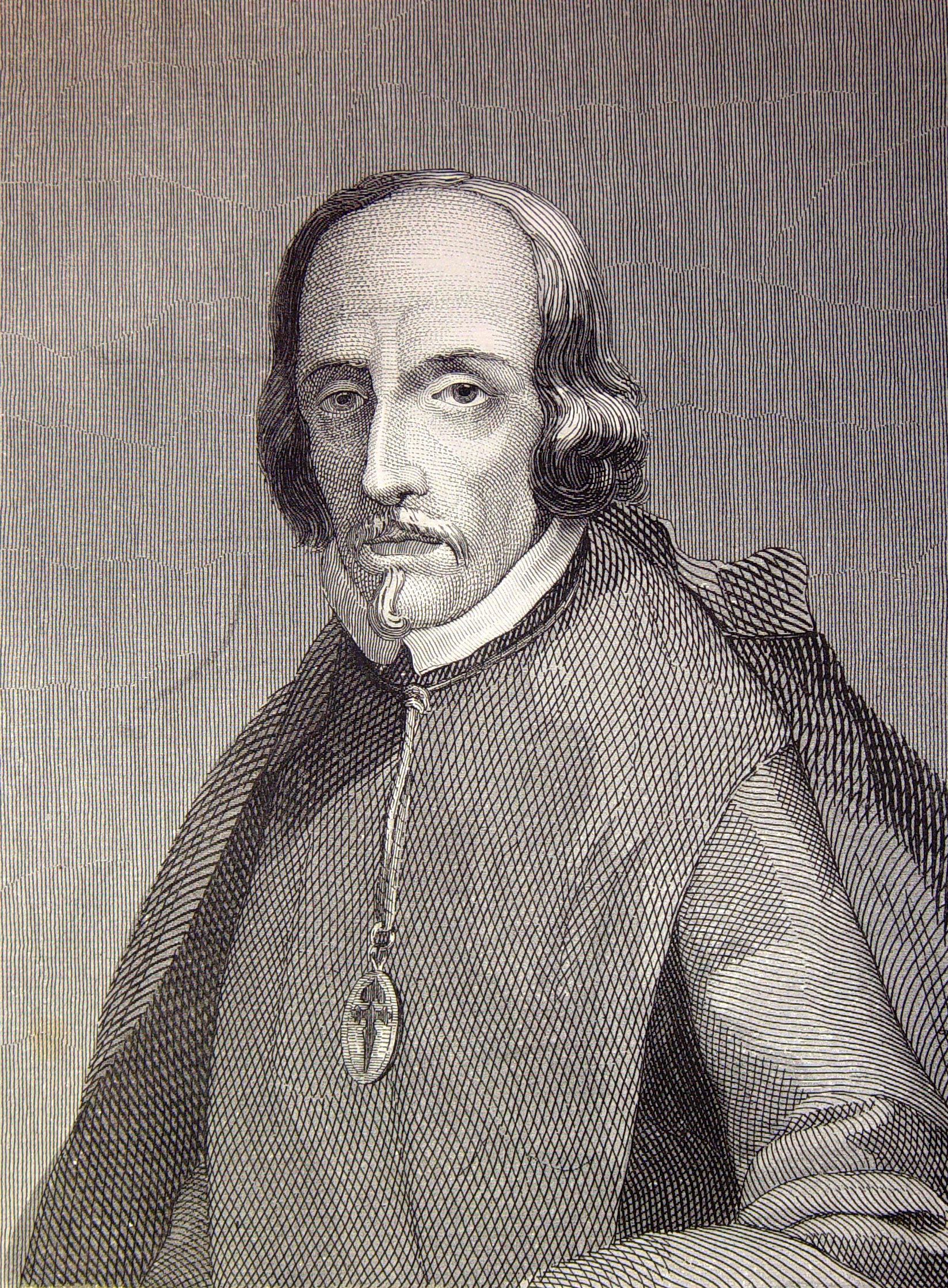
Pedro Calderón de la Barca

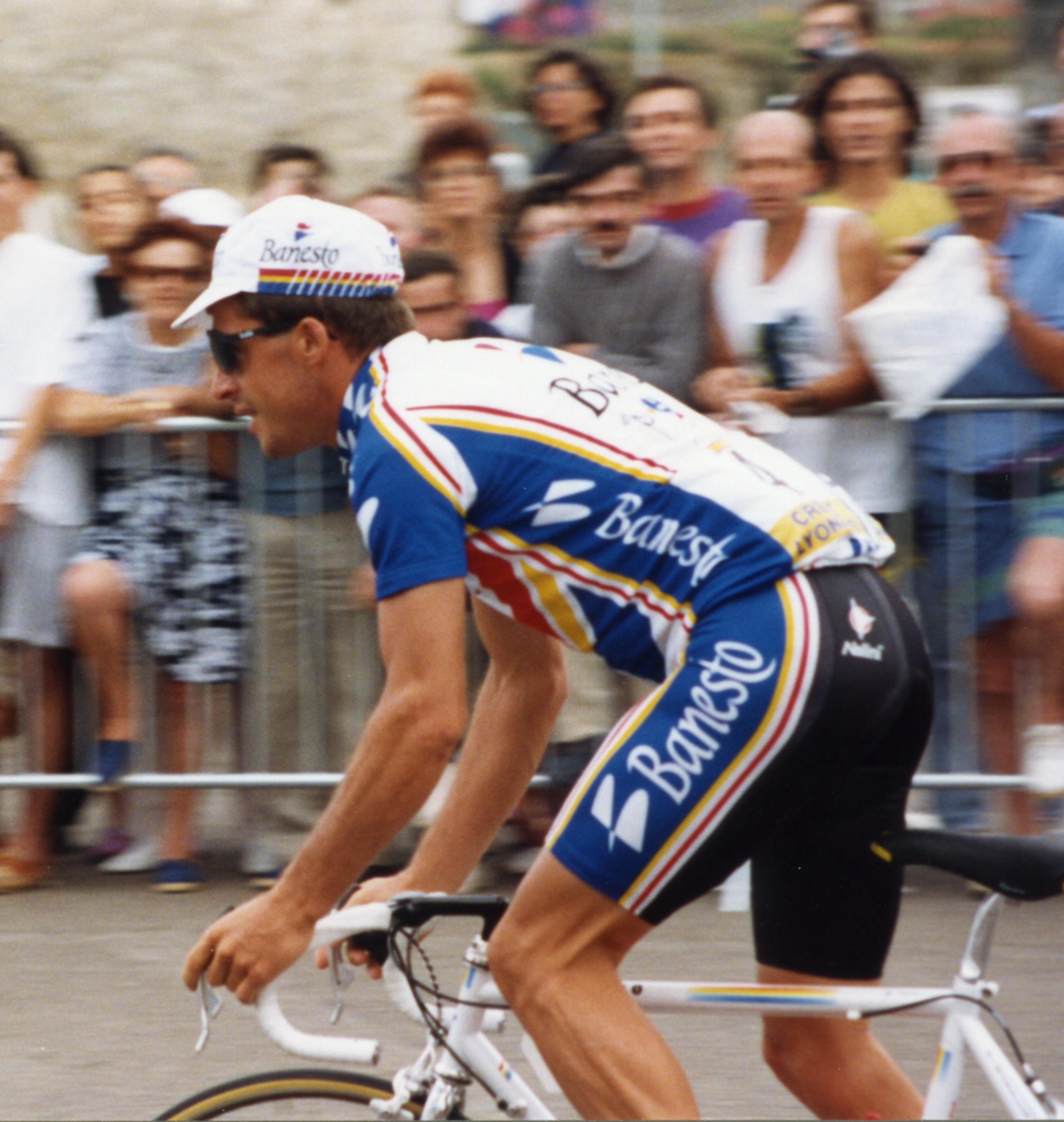
Pedro Delgado

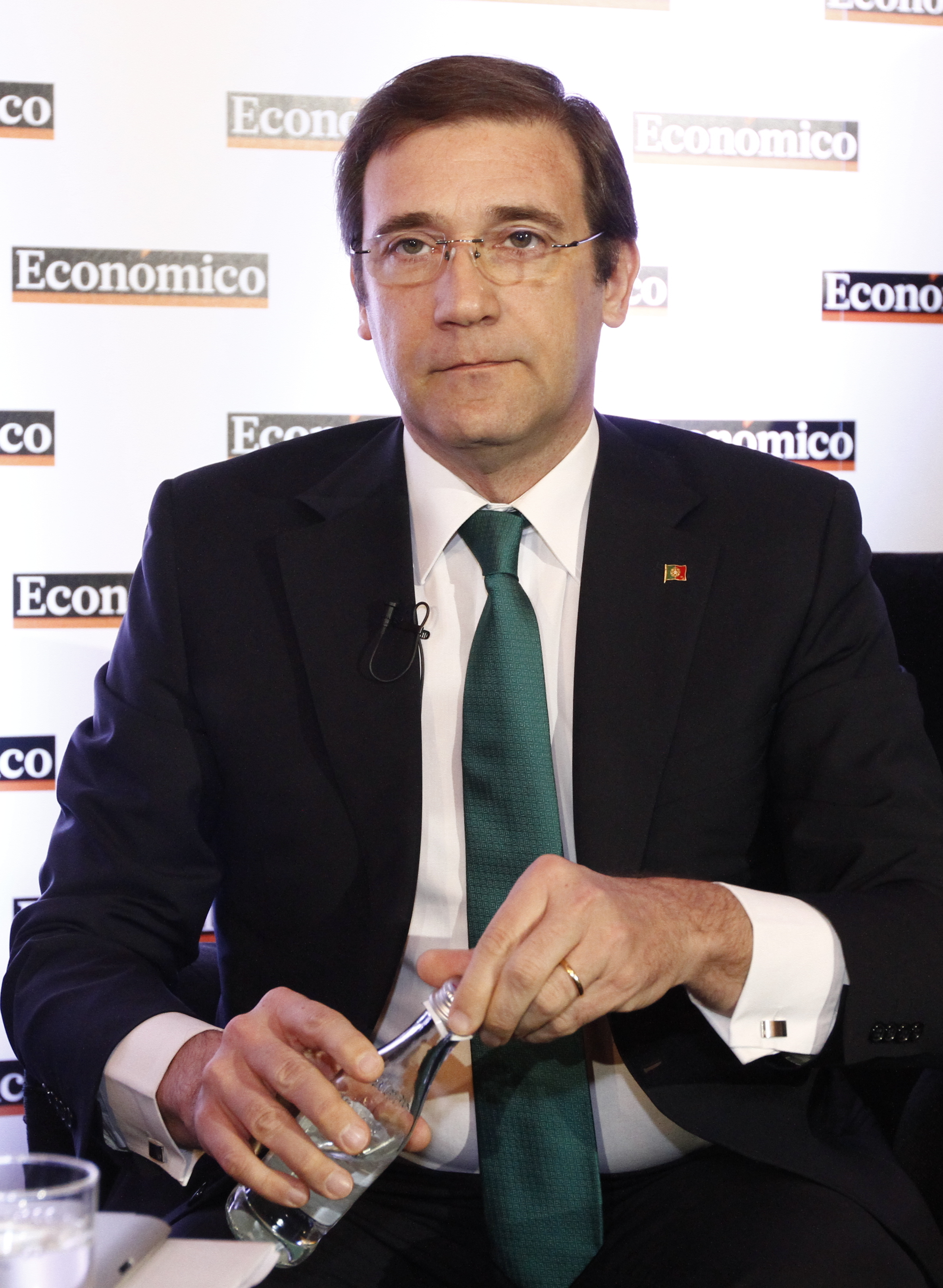
Pedro Passos Coelho

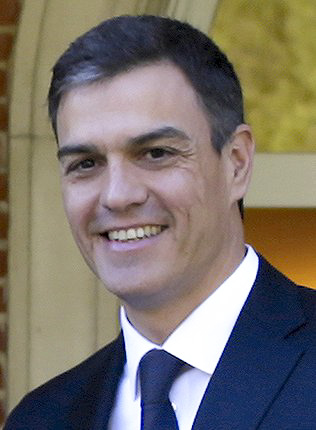
Pedro Sánchez

- Pedro Acharon jr., Filipijns politicus
- Pedro Aguirre Cerda (president), Chileens staatsman
- Pedro Almodóvar, Spaans filmregisseur
- Pedro de Alvarado, Spaanse conquistador
- Pedro Anaya, Mexicaans politicus
- Pedro Arreitunandia, Spaans wielrenner
- Pedro Arrupe, Spaanse geestelijke
- Pedro Beda, Braziliaans voetballer
- Pedro Benítez, Paraguayaans voetballer
- Pedro Brugada, Spaans-Belgisch cardioloog
- Pedro Álvares Cabral, Portugees zeevaarder en ontdekkingsreiziger
- Pedro Calderón de la Barca, Spaans toneelschrijver
- Pedro Cardoso, Portugees wielrenner
- Pedro de Christo, Portugees componist
- Pedro Contreras, Spaans voetballer
- Pedro Crous, Zuid-Afrikaans mycoloog en fytopatholoog
- Pedro Damián, Mexicaans acteur
- Pedro Delgado, Spaans wielrenner
- Pedro Diniz, Braziliaans autocoureur
- Pedro Elias, Belgisch televisiepresentator, redacteur en schrijver
- Pedro Eustache, Venezolaans musicus
- Pedro González, Chileens voetballer
- Pedro Horrillo, Spaans wielrenner en columnist
- Pedro Huntjens, Nederlands atleet
- Pedro Infante, Mexicaans zanger en acteur
- Pedro Lamy, Portugees autocoureur
- Pedro Lascuráin, Mexicaans jurist en politicus
- Pedro Rodríguez Ledesma, voetbalnaam Pedro, Spaans voetballer
- Pedro Madruga, Spaans edelman
- Pedro Mantorras, Angolees voetballer
- Pedro Mascarenhas, Portugees ontdekkingsreiziger
- Pedro Mejia, Dominicaans atleet
- Pedro Mendes, Portugees voetballer
- Pedro Merino, Spaans wielrenner
- Pedro Morales, Puerto Ricaans professioneel worstelaar
- Pedro Morales, Chileens voetballer
- Pedro Munitis, Spaans voetballer
- Pedro Passos Coelho, Portugees politicus
- Pedro Pauleta, Portugees voetballer
- Pedro Payo, Spaans geestelijke
- Pedro Pedrucci, Uruguayaans voetballer
- Pedro Petiz, Portugees autocoureur
- Pedro Petrone, Uruguayaans voetballer
- Pedro Antonio Pimentel, politicus uit de Dominicaanse Republiek
- Pedro Pires, Kaapverdisch politicus
- Pedro Proença, Portugees voetbalscheidsrechter
- Pedro Quartucci, Argentijns bokser
- Pedro Ramos, Ecuadoraans voetbalscheidsrechter
- Pedro Rimonte, Spaans musicus en componist
- Pedro Rodríguez de la Vega, Mexicaans autocoureur
- Pedro Reyes, Chileens voetballer
- Pedro Romero, Spaanse stierenvechter
- Pedro de la Rosa, Spaans autocoureur
- Pedro León Sánchez Gil, Spaans voetballer
- Pedro Salinas, Spaans dichter
- Pedro Sánchez, Spaans econoom en politicus
- Pedro Santana, politicus uit de Dominicaanse Republiek
- Pedro Sarmiento, Colombiaans voetballer en voetbalcoach
- Pedro Solbes, Spaans politicus
- Pedro Torres, Spaans wielrenner
- Pedro Vélez, Mexicaans politicus en jurist
- Pedro Winter, Frans diskjockey en producer
- Pedro Yap, Filipijns rechter
- Pedro Zape, Colombiaans voetballer

## Fictief figuur
- Pedro, personage uit de boekenreeks De kracht van vijf van de Engelse schrijver Anthony Horowitz
- Pedro, personage (een roodkuifkardinaal) uit de Amerikaanse animatiefilm Rio
- Don Pedro, personage uit het toneelstuk Veel drukte om niets (Much Ado About Nothing) van de Engelse schrijver William Shakespeare
- Pedro Sanchez, personage uit de Amerikaanse komische film Napoleon Dynamite